# بیتا توکلی
بیتا توکلی (زادهٔ ۴ مرداد ۱۳۷۳ – درگذشتهٔ ٢٢ شهریور ۱۳۸۴) بازیگر نوجوان ایرانی بود. بیتا توکلی کلاس پنجم دبستان بود و در فیلمهایی چون چتری برای دو نفر و سام و نرگس به ایفای نقش پرداخت. وی در مجموعه در چشم باد در نقش لیلی و در من و پوتی نقش «لیموآ» را بازی کرد.

## درگذشت
بیتا توکلی در سن ۱۱ سالگی به همراه پدر و مادر خود برای ادای نذر به هوش آمدن مادرش از کما، به مشهد رفت، اما هنگام بازگشت و در ۲۲ شهریور ۱۳۸۴ در جاده مشهد-دامغان تصادف کرد و هر سه نفر جان خود را از دست دادند.

## فیلم‌شناسی

### سینمایی
- ۱۳۸۳: پل سیزدهم (فرهاد قریب)[۴]
- ۱۳۸۱: زمانه (حمیدرضا صلاحمند)[۴]
- ۱۳۷۹: سام و نرگس (ایرج قادری)[۴]
- ۱۳۷۹: چتری برای دو نفر (احمد امینی)[۴]

### مجموعه تلویزیونی
- ۱۳۸۲: در چشم باد (مسعود جعفری جوزانی)[۵]
- ۱۳۸۲: معما (محمدرضا آهنج)، (حسین قاسمی جامی) و (مسعود آب‌پرور)